# Neto Borges
Vivaldo Borges dos Santos Neto, mais conhecido como Neto Borges (Saubara, 13 de setembro de 1996), é um futebolista brasileiro que atua como lateral-esquerdo. Atualmente defende o Middlesbrough Football Club.

## Carreira

### Tondela
Em agosto de 2021, Neto Borges foi anunciado como reforço pelo Tondela, cedido pelo GENK.

## Estatísticas
Atualizado até 22 de agosto de 2021.

### Clubes
| Equipe            | Temporada         | Campeonato nacional | Campeonato nacional | Campeonato nacional | Copa nacional[a] | Copa nacional[a] | Copa nacional[a] | Competições continentais[b] | Competições continentais[b] | Competições continentais[b] | Outros torneios[c] | Outros torneios[c] | Outros torneios[c] | Total | Total | Total   |
| Equipe            | Temporada         | Jogos               | Gols                | Assist.             | Jogos            | Gols             | Assist.          | Jogos                       | Gols                        | Assist.                     | Jogos              | Gols               | Assist.            | Jogos | Gols  | Assist. |
| ----------------- | ----------------- | ------------------- | ------------------- | ------------------- | ---------------- | ---------------- | ---------------- | --------------------------- | --------------------------- | --------------------------- | ------------------ | ------------------ | ------------------ | ----- | ----- | ------- |
| Tondela           | 2021–22           | 6                   | 0                   | 3                   | 0                | 0                | 0                | —                           | —                           | —                           | —                  | —                  | —                  | 6     | 0     | 3       |
| Tondela           | Total             | 6                   | 0                   | 3                   | 0                | 0                | 0                | 0                           | 0                           | 0                           | 0                  | 0                  | 0                  | 6     | 0     | 3       |
| Total na carreira | Total na carreira | 6                   | 0                   | 3                   | 0                | 0                | 0                | 0                           | 0                           | 0                           | 0                  | 0                  | 0                  | 6     | 0     | 3       |

- a. ^ Jogos da Taça de Portugal e Taça da Liga
- b. ^ Jogos da Liga Europa da UEFA
- c. ^ Jogos do Amistoso

## Títulos
Atlético Tubarão
- Copa Santa Catarina: 2017

Genk
- Campeonato Belga: 2019